# Boqueirão (Santos)
Boqueirão é um bairro nobre localizado na zona leste da cidade paulista de Santos. Bairro autossuficiente e com grande infraestrutura, o Boqueirão conta com hospitais, universidades e escolas, supermercados, farmácias, agências bancárias, bares, ruas arborizadas e casas bem cuidadas. É um bairro tipicamente residencial e comercial.
"Boqueirão" significa caminho que vai para o mar. Assim era chamado o lugar da praia onde desembocava o antigo Caminho Velho da Barra, hoje as ruas Luiz de Camões e Oswaldo Cruz. Naquela época, era a única entrada ao mar. Por ali passavam bondinhos puxados por burros, poucos carros e pedestres a caminho da praia.
Conhecido anteriormente como Boqueirão da Barra, passou a ser chamado apenas como Boqueirão a partir de 1840. Era nesse bairro que se localizava a propriedade do naturalista Júlio Conceição, um exótico jardim botânico conhecido como Parque Indígena, nos anos 30.
A praia do Boqueirão foi a primeira a receber turistas de outros locais para lazer e banhos de mar.
Foi também no bairro do Boqueirão que se construiu o primeiro grande centro comercial de toda América Latina, o Super Centro Comercial do Boqueirão, com 205 lojas, inaugurado em 1963, e funcionando até hoje.
Hoje os imóveis do bairro estão supervalorizados em razão do "boom" imobiliário pelo qual passa a Baixada Santista. Embora o bairro ainda seja habitado pelas famílias tradicionais da cidade, o número de pessoas de classe alta oriundas de São Paulo que adquirem imóveis no bairro vem crescendo nos últimos anos.
O bairro é citado na música Lá Vem o Alemão, do extinto grupo Mamonas Assassinas.
Na manhã do dia 13 de agosto de 2014 o ex-governador de Pernambuco e candidato à presidência da república, Eduardo Campos morreu, após o jato, que o levava à compromissos políticos no Guarujá, cair em uma área residencial no bairro do Boqueirão.